# Plinio Penzzi
Plinio Penzzi es un exatleta paraguayo que especializaba en carreras de larga distancia. Representó a Paraguay en el Campeonato Sudamericano de Cross Country de 2003, disputado en la ciudad de Asunción de Paraguay. Actualmente es el secretario, organizador y entrenador de la Federación Paraguaya de Atletismo. Ha entrenado a Christopher Ortiz, Fredy Maidana, Larson Díaz, Víctor Fatecha,  Santiago Luis Sasian, Alejandro Medina, Fabrizo Aquino, Fedra Florentin, Mariza Karabia.

## Campeonatos internacionales
| Año                    | Competencia                              | Encuentro              | Posición               | Disciplina             | Récord                 |
| Representante Paraguay | Representante Paraguay                   | Representante Paraguay | Representante Paraguay | Representante Paraguay | Representante Paraguay |
| ---------------------- | ---------------------------------------- | ---------------------- | ---------------------- | ---------------------- | ---------------------- |
| 2003                   | Campeonato Sudamericano de Cross Country | Asunción               | 11.º                   | 12 km                  | 45:41                  |